# Teoria de l'equilibri general
En economia, la Teoria de l'Equilibri General analitza què es produeix, com es produeix i com es distribueixen els béns i serveis quan totes les llars, empreses i mercats de l'economia interactuen simultàneament. La teoria inclou l'oferta dels factors de producció (treball i capital) i la demanda de béns i serveis per part de les llars, així com l'ús dels factors de producció i l'oferta de béns i serveis per part de les empreses. Es diferencia de la teoria d'equilibri parcial en el fet que aquesta última analitza el comportament d'un sol mercat on el funcionament de la resta de l'economia és exogen. Léon Walras fou el primer a desenvolupar una teoria d'equilibri general per mitjà d'un model matemàtic. Gerard Debreu, Kenneth Arrow i Herbert Scarf hi realitzaren contribucions fonamentals.
Aquesta teoria se centra en la determinació dels preus i de les quantitats d'equilibri en un sistema de mercats perfectament competitius i en les propietats de l'equilibri respecte al benestar. Els supòsits principals són mercats perfectament competitius, no hi ha externalitats i les llars i els productors estan ben informats sobre els preus i les oportunitats econòmiques. Donats aquests supòsits, el Primer teorema del benestar estableix que l'equilibri és eficient en el sentit de Pareto. El Segon teorema del benestar garanteix que qualsevol assignació eficient en el sentit de Pareto es pot obtenir a través dels mercats. Tanmateix, per al cas del segon teorema és necessari redistribuir l'ingrés del treball i del capital per tal d'obtenir diferents assignacions eficients.